# كأس آيسلندا 2011
كأس آيسلندا 2011 (بالآيسلندية: Valitor bikar karla í knattspyrnu 2011) هو الموسم 52 من كأس آيسلندا. أشرف على تنظيمه اتحاد آيسلندا لكرة القدم، وفاز فيه ناتدبيرنوفيلاغ ريكيافيكور.